# 薛玉洋
薛玉洋（1982年10月4日—），出生于河南焦作博爱县，中国职业篮球运动员，司职大前锋，身高213公分，体重100公斤。

## 篮球生涯
薛玉洋從十岁开始接触篮球，1995年13歲時被选调到河南省青年队，并于1998年进入河南省队。
2001-02赛季代表吉林东北虎队开始征战CBA赛场。2002年，被王非招入国家男篮集训队，但最后被淘汰出局。2003年，帮助还在甲B的河南队冲入甲A联赛并成为赛事的最有价值球员，随后加盟新组建的香港飛龍隊。
香港队的主教练李仁一语道破了薛玉洋的致命弱点：“他有中锋的身高，但却没有中锋的力量，过瘦的身体使他在比赛中很难接近篮筐，所以他今后的发展方向只能是提高自己的技术，丰富进攻手段后改打前锋。只有这样，这颗希望之星才有前途，否则他将很再有提高。”
2003年，效力于香港飛龍的薛玉洋在2003年NBA选秀中於第57顺位被达拉斯小牛选中，随后被交换去丹佛掘金，但由于中国篮协不放行，也可能是薛玉洋自觉与NBA有所差距，最终未能在美国NBA上場亮相。
2005至2006赛季，薛玉洋永久转会去了新疆广汇。
2009年的全國運動會上，薛玉洋代表河南队。2013年的第十二届全国运动会，薛玉洋签约辽宁出战。